# Jenna Nighswonger
Jenna Gray Nighswonger (Huntington Beach, 28 de novembro de 2000) é uma futebolista estadunidense que atua como lateral-esquerdo. Atualmente joga pelo NJ/NY Gotham FC.

## Início da vida
Nighswonger jogou futebol juvenil pelo Slammers FC, vencendo um Campeonato Nacional ECNL Sub-14. Ela também participou do Programa de Desenvolvimento Olímpico de Futebol Juvenil dos EUA.
Nighswonger se formou na Huntington Beach High School em dezembro de 2018. Ela jogou futebol pela escola até o primeiro ano, quando optou por jogar por um clube da United States Soccer Development Academy.

## Carreira
Em novembro de 2022, Nighswonger disse que estava evitando o quinto ano de elegibilidade da NCAA concedido pela associação devido à pandemia de COVID-19 e considerando jogar por um clube europeu após terminar sua carreira na Florida State. Ela estava entre os inscritos finais para o Draft da NWSL de 2023 e foi considerado pelos analistas de draft como um dos principais candidatos como meio-campista. Em 13 de janeiro de 2023, o clube da NWSL NJ/NY Gotham FC selecionou Nighswonger com a 4ª escolha geral no draft.
Nighswonger assinou um contrato de três anos com o Gotham FC em 17 de março de 2023. Ela fez sua estreia na temporada regular da NWSL com o Gotham FC, substituindo o lesionado Ali Krieger durante a abertura da temporada de 2023 da NWSL do clube em Angel City. Embora ela tenha jogado principalmente como atacante durante sua carreira universitária, o técnico Juan Carlos Amorós a escalou como lateral durante sua primeira temporada profissional. Ela jogou em 20 jogos da liga, começando em 17. Ela marcou três gols e jogou mais de 1.500 minutos durante a temporada regular. A NWSL nomeou Nighswonger como Novata do Mês em maio e julho, tornando-a a única jogadora a ganhar o prêmio duas vezes. Ela foi nomeada Novata do Ano em 8 de novembro de 2023. Nighswonger jogou em todas as partidas da pós-temporada da NWSL, ajudando o Gotham FC a levantar o troféu do Campeonato da NWSL em 11 de novembro de 2023.
Ela foi convocada para seu primeiro acampamento completo da seleção feminina em 20 de novembro de 2023 e fez sua primeira aparição em 2 de dezembro de 2023, em uma vitória por 3 a 0 contra a China. Embora tenha sido convocada como meio-campista, Nighswonger jogou em seus primeiros jogos da seleção nacional como lateral. Ela marcou seu primeiro gol em 20 de fevereiro de 2024, quando converteu um pênalti contra a República Dominicana durante a Copa Ouro da CONCACAF W de 2024.

## Títulos
Estados Unidos
- Jogos Olímpicos: 2024 (medalha de ouro)
- Copa Ouro: 2024
- SheBelieves Cup: 2024